# Faces (film)
Pour plus de détails, voir Fiche technique et Distribution.
Faces est un film américain, le quatrième de John Cassavetes après A Child is Waiting et avant Husbands, sorti en 1968.

## Synopsis
Richard Frost est un distributeur de films et se prépare à regarder un film qui s'appelle Faces. Plus tard, avec Freddie, un vieil ami à lui, sans doute aussi dans les affaires, ils rencontrent dans un bar Jeannie, call-girl, qui les emmène chez elle finir la soirée. Quand Richard rentre chez lui, tout en buvant, il sollicite sa femme Maria, mais ils se disputent ; il lui annonce alors qu'il veut divorcer et retourne chez Jeannie. Il la retrouve en compagnie de deux représentants de commerce et d'une femme. Après des scènes fort agitées, Jeannie et Richard se retrouvent seuls. De son côté, son épouse Maria, en compagnie de trois de ses amies, rencontre Chet dans un night-club. Elle ramène tout le monde au domicile conjugal. Demeurés seuls, Maria et Chet passent une nuit d'amour. Au matin, elle tente de se suicider, mais Chet la sauve avec beaucoup de douceur. Le mari revient et les surprend. Chet saute par la fenêtre et dévale le talus. Les deux époux vont devoir se confronter l'un à l'autre.

## Fiche technique
- Titre : Faces
- Réalisation et scénario : John Cassavetes
- Production : Maurice McEndree
- Production associée : Al Ruban
- Musique: Jack Akerman
- Photographie : Al Ruban
- Son : Don Pike
- Décors : Lady Rowlands
- Montage : Al Ruban et Maurice McEndree
- Cadre : Georges Sims
- Direction artistique : Phedon Papamichael
- Assistant réalisation : George O'Halloran
- Pays d'origine : États-Unis
- Langue : anglais
- Format : Noir et blanc - 1,66:1 - Mono - 35mm
- Genre : Comédie dramatique
- Durée : 130 minutes, 220 minutes
- Date de sortie: 24 novembre 1968 (États-Unis)

## Distribution

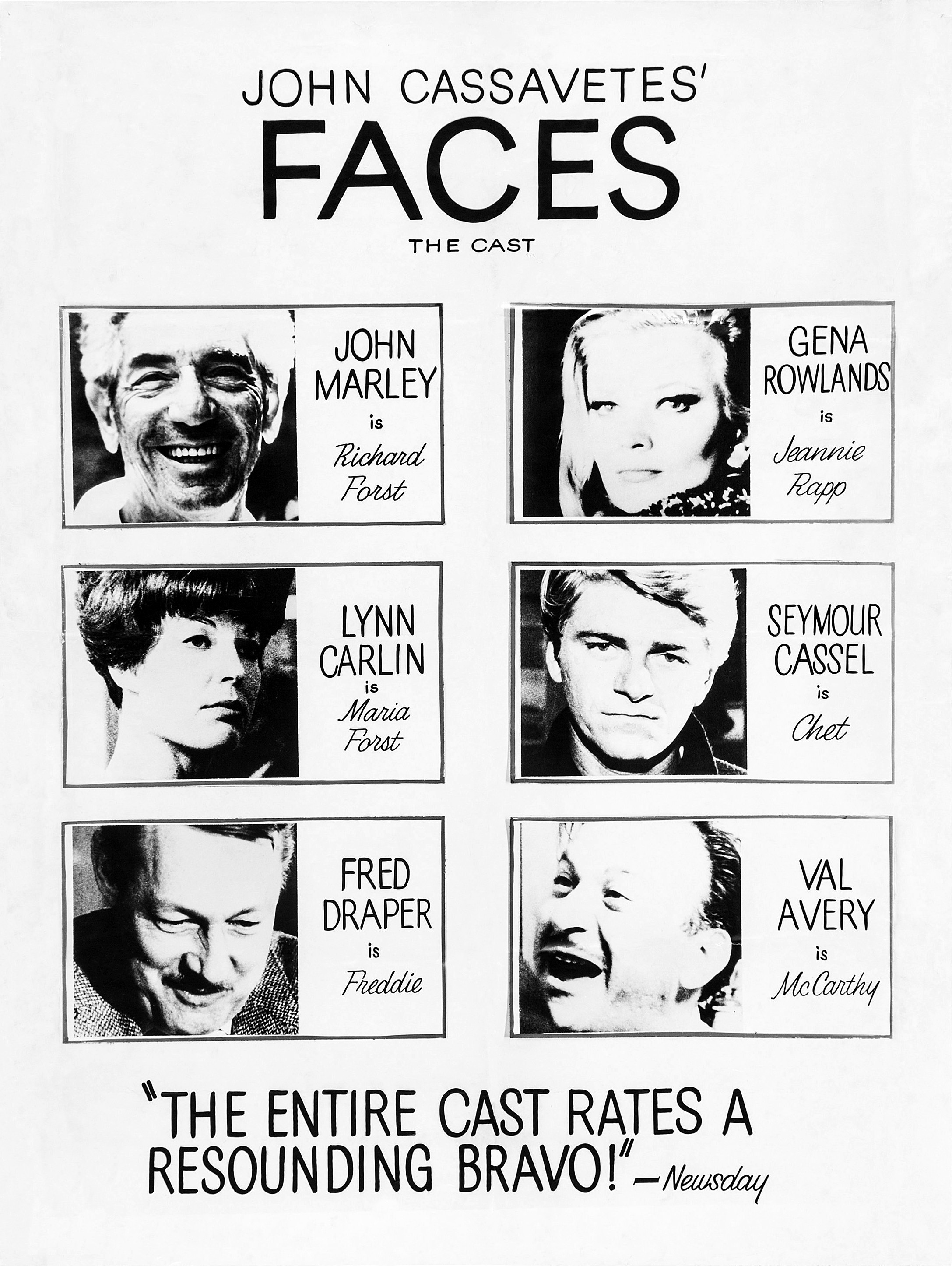
Affiche de la distribution des acteurs du film

- John Marley : Richard Forst
- Lynn Carlin : Maria Forst
- Seymour Cassel : Chet
- Gena Rowlands : Jeannie Rapp
- Fred Draper : Freddie
- Val Avery : Jim McCarthy
- Dorothy Gulliver : Florence
- Joanne Moore Jordan : Louise
- Darlene Conley : Billy Mae
- Gene Darfler : Joe Jackson
- Elizabeth Deering : Stella
- Ann Shirley : Anne
- Anita White : Nita
- Erwin Sirianni : Harry Selfrine
- Jim Bridges : Jim Mortensen
- Don Kraatz : Edward Kazmier
- John Hale : Judd Lang
- John Finnegan : J.P.
- George Dunn : Comédien
- George Sims : Le Barman

## Contexte, tournage et accueil du film
Faces est tourné en six mois dans la maison du couple Cassavetes-Rowlands, où ils réaliseront d'ailleurs cinq films. Le garage est définitivement transformé en salle de montage, la pellicule est récupérée des chutes des studios d'Hollywood. Les acteurs sont bénévoles et occupent aussi tous les postes techniques. L'argent est gagné au fur et à mesure par l'hypothèque à répétition de la maison, par des participations des acteurs de l'équipe à d'autres films : pour John Cassavetes, ce sont Rosemary's Baby et Les Douze Salopards, par exemple.
Comme on ne peut travailler que le soir, le film va donc devenir forcément nocturne. Au contraire de Shadows, le texte est soigneusement écrit et les scènes vont être tournées si souvent, et avec des caméras multiples, que l'équipe se retrouvera avec cent cinquante heures de pellicule. Une première version, aujourd'hui disparue, durait quatre heures, avant d'être réduite à celle que nous connaissons, de deux heures. Une des techniques de montage les plus systématiques et les plus frappantes qu'utilise ici Cassavetes est de commencer les séquences en plein milieu du mouvement et de l'action, pour n'en attraper au vol que des bribes, en saisir les seuls instants paroxystiques. Le film comporte quelques séquences de bravoure : Seymour Cassel dansant dans le night-club, ou dégringolant à travers la banlieue par la fenêtre, ou la très grande sensualité du corps à corps dans la scène où Chet (toujours Seymour Cassel) sauve Maria du suicide (Lynn Carlin, épouse de Cassel dans le civil).
Le matériel était si précaire qu'il fallut refaire, image par image, la synchronisation de la bande son, et qu'il fallut renoncer à des scènes dont la pellicule avait été dissoute par les excréments du caniche de Lady Rowlands, la mère de Gena. Le montage durera trois ans.
Charlton Heston, qui dirigeait alors le syndicat des acteurs, leur créera les pires ennuis à cause du bénévolat de tous pour la réalisation de ce film.

## Distinctions
- 1968. Festival de Venise :
  - Prix de la meilleure interprétation pour John Marley
- 1969. Oscars du cinéma, USA. Sont nommés :
  - Seymour Cassel (meilleur acteur)
  - Lynn Carlin (meilleure actrice)
  - John Cassavetes (meilleur scénariste et meilleur réalisateur).
- 1969. National Society of Film Critics Awards, USA :
  - John Cassavetes meilleur scénariste
  - Seymour Cassel meilleur acteur.
- 1969. Writers Guild of America, USA :
  - John Cassavetes, nommé pour le meilleur scénario.